# Conor Bradley
Conor Bradley (n. 9 iulie 2003, Castlederg⁠(d), Irlanda de Nord, Regatul Unit) este un fotbalist britanic, care joacă pe post de fundaș lateral la Liverpool în Premier League. Pe plan internațional, are prezențe la națională pentru Irlanda de Nord U16⁠(d), Irlanda de Nord U17⁠(d) și Irlanda de Nord.

## Statistici
| Irlanda de Nord | Irlanda de Nord | Irlanda de Nord |
| An              | Meciuri         | Goluri          |
| --------------- | --------------- | --------------- |
| 2021            | 5               | 0               |
| 2022            | 5               | 0               |
| 2023            | 3               | 0               |
| 2024            | 10              | 4               |
| Total           | 23              | 4               |

## Trofee câștigate
Bolton Wanderers
- EFL Trophy: 2022–23[3]

Liverpool
- Premier League: 2024–25[4]
- FA Cup: 2021–22[5]
- EFL Cup: 2021–22,[6] 2023–24;[7]

Individual
- Jucătorul Lunii în Premier League ales de către fani: Ianuarie 2024[8]
- Jucătorul anului la Bolton Wanderers: 2022–23[9]
- Jucătorul anului la Bolton Wanderers ales de ceilalți jucători: 2022–23[9]
- Tânărul jucător al anului la Bolton Wanderers: 2022–23[9]
- Jucătorul anului în Irlanda de Nord: 2024[10]